# Walentina Jewgenjewna Gunina
Walentina Jewgenjewna Gunina (russisch Валентина Евгеньевна Гунина, englische Schreibweise, die von der FIDE verwendet wird: Valentina Gunina; * 4. Februar 1989 in Murmansk) ist eine russische Schachmeisterin, die seit Januar 2023 unter der Flagge der FIDE antritt. Sie wurde 2012 sowie 2023 Weltmeisterin im Blitzschach.

## Leben
Walentina Gunina zeichnete sich schon als Mädchen und Jugendspielerin als hervorragende Schachspielerin aus. So gewann sie viermal Gold bei Europa- und Weltmeisterschaften der weiblichen Jugend: Sie war U12-Europameisterin in Kallithea (2000), U14-Weltmeisterin in Kallithea (2003), U16-Europameisterin in Ürgüp (2004) und U18-Weltmeisterin in Kemer (2007).
Walentina Gunina war 2009 bei den russischen Frauenmeisterschaften in Moskau Dritte und gewann diese in den Jahren 2011, 2013, 2014 und 2021. Mit diesen vier Titeln ist sie Russlands meistdekorierte Schachspielerin.
Im August 2011 gewann sie in Moskau mit 6,5 Punkten aus 9 Partien erstmals die Landesmeisterschaft von Russland der Frauen mit einem Punkt Vorsprung auf Alissa Galljamowa trotz Niederlage im direkten Duell. 
Im März 2012 gewann sie nach einem Sieg in der letzten Runde gegen die bis dahin führende Anna Musytschuk die Schach-Europameisterschaft der Frauen in Gaziantep. Gunina erzielte 8,5 Punkte aus 11 Partien und hatte mit einer Elo-Leistung von 2660 die beste Feinwertung. Im Juli 2014 wurde sie in Plowdiw erneut Einzeleuropameisterin. Bei der Europameisterschaft der Frauen 2018 in Vysoké Tatry gewann sie den Titel schließlich zum dritten Mal.
Im Juni 2012 gewann sie in Batumi die Blitzschach-Weltmeisterschaft der Frauen. 2013 gewann sie in Nischni Nowgorod erneut die russische Landesmeisterschaft der Frauen, ebenso 2014 in Kasan. Im Dezember 2016 gewann Gunina als 33. der Setzliste das im Rahmen des London Chess Classic ausgetragene Super Rapidplay. Im Februar 2019 siegte sie bei der ersten Austragung des Cairns Cup. Im Dezember 2023 gewann sie in Samarkand die Blitzschach-Weltmeisterschaft der Frauen zum zweiten Mal nach 2012.
Walentina Gunina trägt den Titel eines Internationalen Meisters seit 2011, nachdem sie die erforderlichen Normen bei der russischen Frauenmeisterschaft 2009, bei einem offenen Turnier im Juni 2010 in Woronesch sowie bei einem Einladungsturnier im März 2011 in Bukarest erfüllte. Den Großmeister-Titel führt sie seit 2013, die erforderlichen Normen erfüllte Gunina bei der Europameisterschaft der Frauen in Gaziantep im März 2012 sowie bei einem offenen Turnier im Januar 2013 in Gibraltar.

## Nationalmannschaft
Gunina gehört seit 2009 der russischen Nationalmannschaft der Frauen an und hat seitdem an fünf Schacholympiaden und je sechs Mannschaftsweltmeisterschaften und Mannschaftseuropameisterschaften der Frauen teilgenommen. Sie gewann die Schacholympiaden 2010, 2012 und 2014, die Mannschafts-WM 2017 und die Mannschaftseuropameisterschaften 2009, 2011, 2015, 2017 und 2019. Bei der Mannschaftseuropameisterschaft 2013 erreichte Gunina den zweiten Platz, bei den Mannschaftsweltmeisterschaften 2009, 2011, 2015 und 2019 den zweiten, 2013 den dritten Platz. Individuelle Goldmedaillen gewann Gunina bei den Schacholympiaden 2014 und 2016 jeweils am zweiten Brett und bei der Mannschaftsweltmeisterschaften 2009 am Reservebrett (dort erreichte sie nicht nur das beste Einzelergebnis aller Reservespielerinnen, sondern auch die beste Elo-Leistung aller Teilnehmerinnen) und 2017 am dritten Brett. Außerdem erreichte sie bei der Mannschafts-WM 2011 das drittbeste Ergebnis am vierten Brett, 2013 das drittbeste Ergebnis am ersten Brett sowie 2015 das zweitbeste Ergebnis am ersten Brett, bei den Mannschafts-Europameisterschaften gelang Gunina 2009 das drittbeste Ergebnis der Reservespielerinnen, 2011 das drittbeste und 2017 das zweitbeste Ergebnis jeweils am dritten Brett.

## Vereine
Gunina spielt in der deutschen Schachbundesliga der Frauen seit 2012 für den SC Bad Königshofen, mit dem sie 2014 die Meisterschaft gewann. In der chinesischen Mannschaftsmeisterschaft spielte sie 2011, 2013 und 2015 für Qingdao, 2012 für Chengdu, 2014 für Beijing und 2018 für Chengdu.
Die russische Mannschaftsmeisterschaft der Frauen gewann Gunina 2011 mit SchSM-RGSU Moskau und 2012 mit Ladja Kasan, sie hat auch schon für Ekonomist-SGSEU-1 Saratow gespielt. Mit SchSM-RGSU Moskau nahm sie von 2011 bis 2015 fünfmal in Folge am European Club Cup der Frauen teil und erreichte 2013 und 2014 jeweils den dritten Platz. Beim European Club Cup der Frauen 2018 spielte Gunina für Caissa Italia Pentole Agnelli, 2019 für ZSK Maribor.